# Mekhatria
Mekhatria (în arabă المختارية) este o comună din provincia Aïn Defla, Algeria.
Populația comunei este de 17.129 de locuitori (2008).